# Raionul Ternopil, Ternopil
Ternopil (în ucraineană Тернопільський район, transliterat: Ternopilskîi raion) este un raion în regiunea Ternopil, Ucraina. Reședința sa este orașul regional Ternopil, care nu aparține raionului.

## Demografie
Componența lingvistică a raionului Ternopil
     Ucraineană (99,53%)
     Alte limbi (0,43%)
Conform recensământului din 2001, majoritatea populației raionului Ternopil era vorbitoare de ucraineană (99,53%), existând în minoritate și vorbitori de alte limbi.